# Kopa (skała)

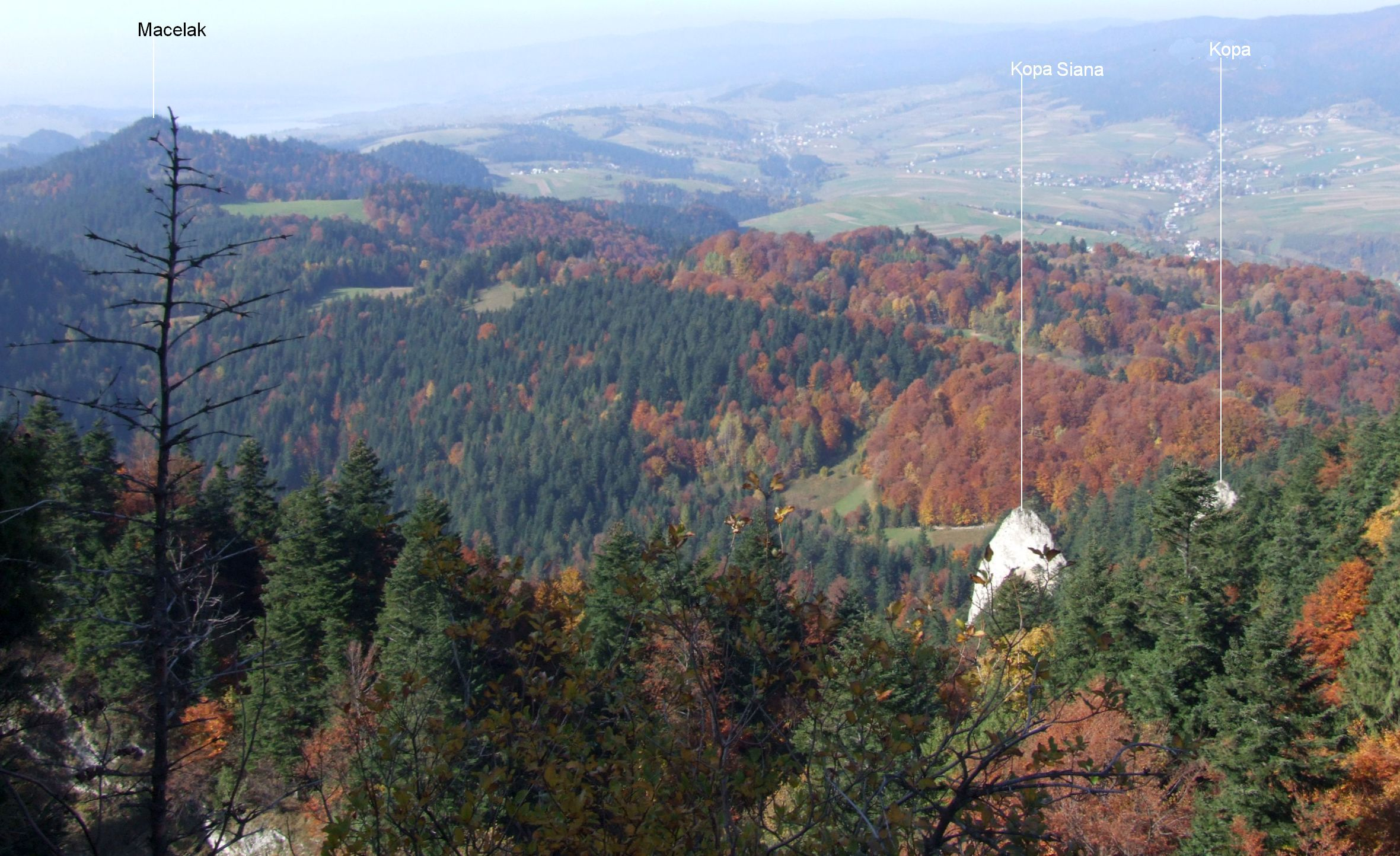
Widok z Trzech Koron

Kopa – wapienna turnia w Masywie Trzech Koron w Pieninach Właściwych. Wnosi się na wysokość 853 m n.p.m. w odległości ok. 30 m na północny wschód od Kopy Siana. U południowo-wschodniego podnóża tych turni jest żleb Pod Kopą opadający do Wąwozu Szopczańskiego. Żleb ten oddziela je od Ścian. U podnóża Kopy Siana i Kopy stwierdzono w 2001 występowanie rzadkiej w Karpatach pluskwicy europejskiej.
Kopa znajduje się na obszarze Pienińskiego Parku Narodowego w granicach wsi Sromowce Niżne w województwie małopolskim, w powiecie nowotarskim, w gminie Czorsztyn